# Колвилл, Джон, 9-й лорд Колвилл из Калросса
Адмирал Джон Колвилл, 9-й лорд Колвилл из Калросса (англ. John Colville, 9th Lord Colville of Culross; 15 марта 1768 — 22 октября 1849) — британский военно-морской офицер, служивший главнокомандующим на станции Корк. Он носил титул учтивости — мастер Колвилл с 1786 по 1811 год.

## Происхождение
Родился 15 марта 1768 года. Второй сын Джона Колвилла, 8-го лорда Колвилла из Калросса (1725—1811), и его жены Амелии Уэббер (? — 1788). В 1786 году после смерти своего старшего брата Джеймса Джона Колвилла, мастера Колвилла (1763—1786), Джон Колвилл унаследовал титул мастера Колвилла, став наследником отцовского титула.

## Карьера на флоте
Джон Колвилл поступил на службу в Королевский флот в декабре 1775 года и участвовал в боевых действиях на корабле HMS Isis во время Войны за независимость США . Он принял участие в битве у островов всех Святых в апреле 1782 года. Будучи первым лейтенантом на HMS Santa Margarita, он присутствовал при захвате Мартиники в марте 1794 года и при захвате Гваделупы в апреле 1794 года во время Войн за независимость Франции.
Джон Колвилл стал командиром четвертого ранга HMS Romney в октябре 1804 года, незадолго до того, как он был потоплен некомпетентными лоцманами в ноябре 1804 года, а затем стал командиром третьего ранга HMS Hercule в марте 1807 года, в котором он принял участие в сражении при Копенгагене во время Наполеоновских войн. После инцидента в Лиссабоне и последующей капитуляции русского флота во время англо-русской войны он сопровождал русский флот в Портсмут в сентябре 1807 года . Он продолжил быть командиром второго ранга HMS Queen в сентябре 1811 года .
Повышен до звания контр-адмирала в августе 1819 года , Джон Колвилл стал главнокомандующим на станции Корк, в 1821 году . Он получил чины вице-адмирала в июле 1830 года и адмирала Белого флота в ноябре 1841 года .
Джон Колвилл унаследовал титул пэра как лорд Колвилл Калроссский 8 марта 1811 года, был избран шотландским пэром-представителем в июле 1818 года, принимал участие в десяти парламентах подряд до своей смерти в октябре 1849 года.

## Семья
Джон Колвилл был дважды женат. 14 октября 1790 года он женился первым браком на Элизабет Форд (? — 19 августа 1839), дочери Фрэнсиса Форда и Элизабет Хотерсолл, а после смерти своей первой жены — на Достопочтенной Энн Лоу (? — 30 мая 1852), дочери Эдварда Лоу, 1-го барона Элленборо, и Энн Таури, 15 октября 1841 года. Оба брака были бездетными.
Лорд Джон Колвилл скончался 22 октября 1849 года в возрасте 81 года. Его шотландский титул унаследовал его племянник, Чарльз Колвилл, 10-й лорд Колвилл Калросский (1803—1903), будущий 1-й барон и виконт Колвилл Калросский.